# Housulammi
Housulammi är en sjö i Finland. Den ligger i kommunen Siikais i landskapet Satakunta, i den sydvästra delen av landet, 240 km nordväst om huvudstaden Helsingfors. Housulammi ligger 81 meter över havet. Arean är 12,8 hektar och strandlinjen är 2,05 kilometer lång. Sjön  ingår i Karvia å huvudavrinningsområde.   I omgivningarna runt Housulammi växer i huvudsak blandskog.